# Xiangtan Shuiku
Xiangtan Shuiku (kinesiska: 响潭水库) är en reservoar i Kina. Den ligger i storstadsområdet Peking, i den norra delen av landet, omkring 46 kilometer nordväst om stadskärnan. Xiangtan Shuiku ligger 161 meter över havet. Arean är 0,24 kvadratkilometer. I omgivningarna runt Xiangtan Shuiku växer i huvudsak buskskog. Den sträcker sig 0,7 kilometer i nord-sydlig riktning, och 0,8 kilometer i öst-västlig riktning.
Genomsnittlig årsnederbörd är 655 millimeter. Den regnigaste månaden är juli, med i genomsnitt 189 mm nederbörd, och den torraste är januari, med 3 mm nederbörd.